# 桂米喬
桂 米喬（かつら べいきょう）は、上方落語の名跡。2代目の死後は空き名跡となっている。
- 初代桂亭米喬 - 後の7代目桂文治（2代目桂文團治）[1]。
- 2代目桂米喬

2代目米喬の息子・桂小米喬が、戦後、米喬の名を継いだといわれるが、どのような活動をしたのか不明のため、代外となっている。